# Calliephialtes lopezi
Calliephialtes lopezi är en stekelart som beskrevs av Ian D. Gauld 1991. Calliephialtes lopezi ingår i släktet Calliephialtes och familjen brokparasitsteklar. Inga underarter finns listade.